# Acanthodactylus beershebensis
Espèce
Statut de conservation UICN

 CR A2c; B2ab(iii) : 
En danger critique
Acanthodactylus beershebensis est une espèce de sauriens de la famille des Lacertidae.

## Répartition
Cette espèce est endémique d'Israël et de Palestine, dans une petite zone située entre Hébron, Beer Sheva et la Mer Morte. Cette zone de répartition est inférieure à 10 km2.
Il habite les plaines de loess à végétation éparse. 

## Espèce en danger critique d'extinction
Cette espèce est en danger critique d'extinction, et sur la liste rouge de l'UICN depuis 2006, du fait de la petitesse de sa zone de répartition, inférieure à 10 km2,à l'intérieur de laquelle les populations sont extrêmement fragmentées. Alors qu'il était courant dans la zone, les populations sont en constante diminution, et on estime les pertes à plus de 80% depuis trois générations. Les causes sont la destruction et la dégradation de son habitat, du fait de l'intensification de l'agriculture, de l'urbanisation et du piétinement dû aux animaux d'élevage. Les plantations d'arbres permettent également l'accroissement du nombre de ses prédateurs (faucons, aigrettes et pies-grièches). 

## Étymologie
Son nom d'espèce, composé de beersheb[a] et du suffixe latin -ensis, « qui vit dans, qui habite », lui a été donné en référence au lieu de sa découverte, l'ancienne ville de Beer-Sheva.

## Publication originale
- Moravec, Baha El Din, Seligmann, Sivan & Werner, 1999 : Systematics and distribution of the Acanthodactylus pardalis group (Lacertidae) in Egypt and Israel. Zoology in the Middle East, vol. 17, n. 1, p. 21-50.